# Kaštelir
Kaštelir je mjesto u Istarskoj županiji. Nalazi se u općini Kaštelir-Labinci.

## Zemljopisni položaj
Općina Kaštelir-Labinci nalazi se na zapadnoj obali Istre, u sjeveroistočnom zaleđu, 13 kilometara udaljenog Poreča – hrvatske turističke metropole. Za venecijanske vlasti poluotok naseljavaju prognani iz Dalmacije i Bosne bježeći pred Turcima. Te su obitelji svojim prezimenima imenovale sela oko Kaštelira (Babići, Kranjčići, Rojci, Roškići, Brnobići…) koji se i danas tako nazivaju. Sličnu sudbinu doživjeli su i Labinci. U središtu Kaštelira je crkva iz 1908. godine posvećena mjesnim svecima zaštitnicima sv. Valentinu, sv. Kuzmi i Damjanu. Sjevernije od Kaštelira, iznad doline rijeke Mirne, nalaze se ostaci Nigrinjana, srednjovjekovnog utvrđenog naselja, koje danas nazivaju Gradina.

## Povijest
Ovim je krajem prolazila i vojna cesta Via Flavia čija je trasa vjerojatno postojala još u doba prapovijesti i vodila je preko Trsta, rijeke Mirne, Kaštelira i Poreča za Pulu. Krajnje zapadno nalazi se stancija Rogovićka. Ona postoji od prastarih vremena što svjedoči i crkvica iz 17-tog stoljeća. 

## Kultura
1736. godine posvečena sv. Ivanu Krstitelju i Antonu te gotička crkvica svetog Trojstva iz 13. stoljeća u kojoj su freske iz prve polovice 15. stoljeća. Benediktinska opatija sv. Mihovila pod zemljom je podignuta u devetom stoljeću i dobiva naziv po neobičnom svetištu ukopanom pod zemlju. Ostaci opatije nalaze se južno od Labinaca a dio svetišta u župnoj crkvi Labinci.

## Gospodarstvo
Bave se uglavnom malim poduzetništvom i poljoprivredom – poznati su proizvođači vina, krumpira, maslinovog ulja i meda. Mnogi podrumi ucrtani su u karte vinskih cesta Istarske županije. Okolicu krasi zelenilo vinograda i maslinika i plodna crvena zemlja na kojoj radišni mještani uzgajaju voće i povrće.

Kao i u ostatku Istre turizam je gospodarska grana koja ima veliku zastupljenost u djelatnostima stanovništva.
Od prosinca 2018. godine u Kašteliru je u pogonu Sunčana elektrana Kaštelir.

## Stanovništvo
Prema popisu stanovništva 2011. godine općina Kaštelir-Labinci imala je 1463 stanovnika.
Prema popisu iz 2001., u naselju Kaštelir su živjela 283 stanovnika.

Prema popisu stanovništva 2011. godine naselje je imalo 329 stanovnika.
| broj stanovnika | 643   | 709   | 442   | 368   | 394   | 476   | 1313  | 1480  | 434   | 370   | 324   | 268   | 300   | 295   | 283   | 329   | 305   |
|                 | 1857. | 1869. | 1880. | 1890. | 1900. | 1910. | 1921. | 1931. | 1948. | 1953. | 1961. | 1971. | 1981. | 1991. | 2001. | 2011. | 2021. |

## Šport
- NK Kaštelir-Labinci
- boćarski klub Kaštelir.